# Спасский район (Пензенская область)
Спа́сский райо́н — административно-территориальная единица (район) и муниципальное образование (муниципальный район) в Пензенской области России.
Административный центр — город Спасск.

## География
Район находится в северо-западной части области, занимает территорию 693,3 км². Граничит на востоке с Наровчатским районом, на юго-востоке — с Нижнеломовским районом, на юго-западе с Вадинским районом Пензенской области, на севере — с Мордовией.

## История
Район образован 16 июля 1928 года под названием Беднодемьяновский в составе Мордовского округа Средне-Волжской области. В него вошла большая часть территории упразднённого Беднодемьяновского уезда Пензенской губернии.
21 января 1929 года вошёл в состав Пензенского округа Средне-Волжского края. Ликвидирован 10 февраля 1932 года. Восстановлен в январе 1935 года за счёт территорий Наровчатского и Керенского районов Куйбышевского края. 27 сентября 1937 года район передан в состав вновь образованной Тамбовской области. 4 февраля 1939 года выделен из Тамбовской области в состав вновь образованной Пензенской области.
7 сентября 1939 года из Беднодемьяновского района в Нижнеломовский район был передан Засеченский с/с.
В 1963 году район присоединён к Нижнеломовскому району. 3 марта 1964 года восстановлен за счёт территорий Нижнеломовского и Земетчинского районов.
В 2005 году после возвращения Беднодемьяновску исторического названия Спасск район был переименован в Спасский.
В соответствии с Законом Пензенской области от 2 ноября 2004 года № 690-ЗПО в районе образовано 1 городское и 9 сельских поселений (сельсоветов), установлены границы муниципальных образований.

## Население

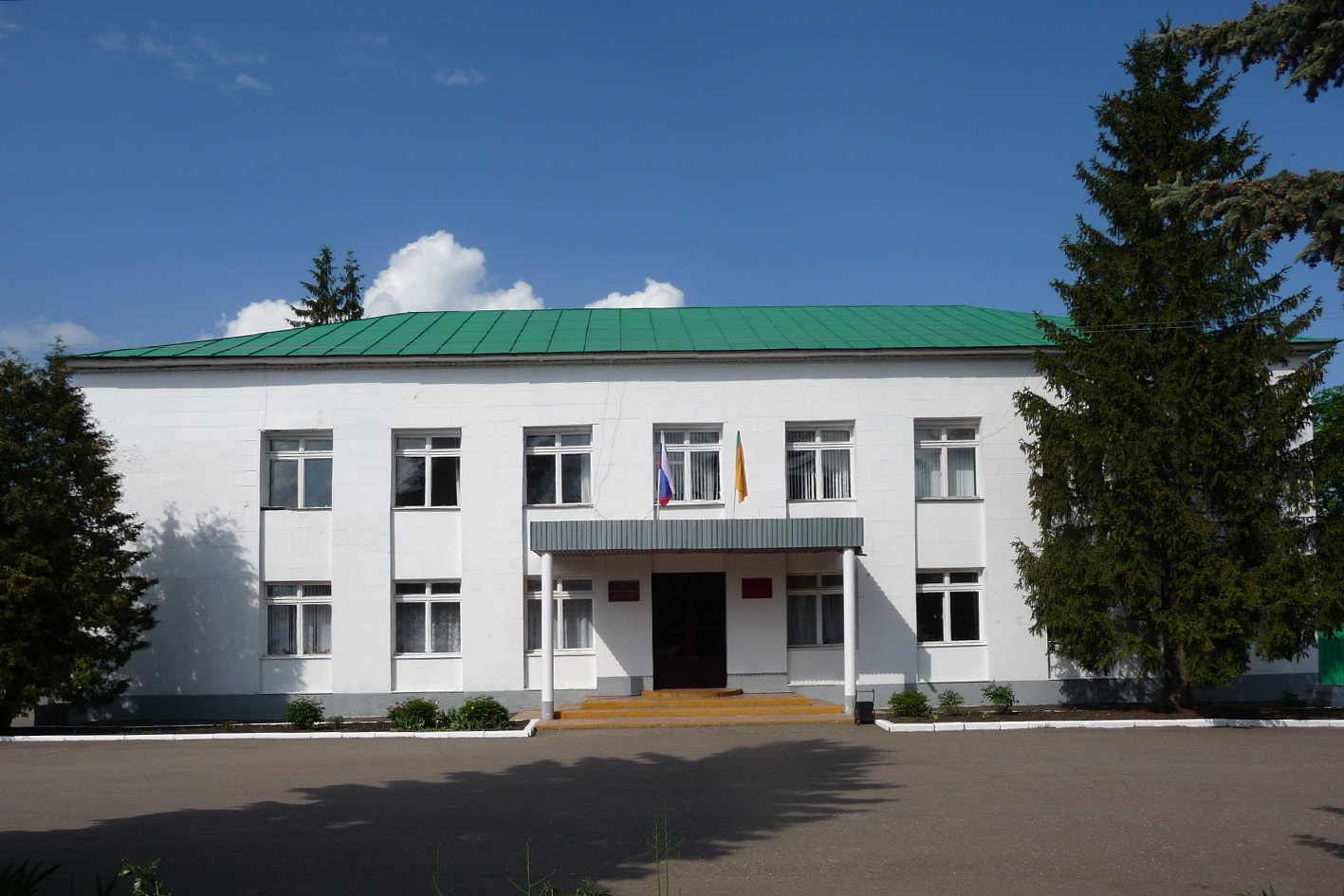
Здание Администрации Спасского района (г. Спасск)

Динамика численности населения района:
| 1939    | 1959    | 1970    | 1979    | 1989    | 2002    | 2009    |
| ------- | ------- | ------- | ------- | ------- | ------- | ------- |
| 28 650  | ↘18 460 | ↘18 308 | ↘16 656 | ↘15 475 | ↘13 827 | ↘12 574 |
| 2010    | 2011    | 2012    | 2013    | 2014    | 2015    | 2016    |
| ↗13 008 | ↘12 956 | ↘12 702 | ↘12 431 | ↘12 197 | ↘12 062 | ↘11 896 |
| 2017    | 2018    | 2021    |         |         |         |         |
| ↘11 754 | ↘11 560 | ↘11 173 |         |         |         |         |

### Урбанизация
В городских условиях (город Спасск) проживают  62,08 % населения района.

### Национальный состав
91 % — русские, 6 % — мордва, 2 % — татары и 1 % — другие.

## Административное деление
В Спасский район как административно-территориальное образование входят 1 город районного значения и 9 сельсоветов.
В муниципальный район входят 10 муниципальных образований, в том числе 1 городское поселение и 9 сельских поселений
| №        | Муниципальное образование      | Административный центр | Количество населённых пунктов | Население | Площадь, км2 |
| -------- | ------------------------------ | ---------------------- | ----------------------------- | --------- | ------------ |
| 1e-06    | Городское поселение:           |                        |                               |           |              |
| 1        | город Спасск                   | город Спасск           | 1                             | ↘6936     | 5,74         |
| 1.000002 | Сельские поселения:            |                        |                               |           |              |
| 2        | Абашевский сельсовет           | село Абашево           | 2                             | ↘380      | 65,25        |
| 3        | Беднодемьяновский сельсовет    | город Спасск           | 2                             | ↗783      | 94,65        |
| 4        | Веденяпинский сельсовет        | село Веденяпино        | 4                             | ↘408      | 71,59        |
| 5        | Дубровский сельсовет           | село Дубровки          | 4                             | ↘778      | 85,16        |
| 6        | Зубовский сельсовет            | село Новозубово        | 2                             | ↘423      | 75,77        |
| 7        | Кошелевский сельсовет          | село Кошелевка         | 2                             | ↗547      | 65,52        |
| 8        | Рузановский сельсовет          | село Рузаново          | 2                             | ↘230      | 74,46        |
| 9        | Татарско-Шелдаисский сельсовет | село Русский Шелдаис   | 4                             | ↗388      | 102,95       |
| 10       | Устьинский сельсовет           | село Устье             | 1                             | ↘300      | 52,24        |

### Населённые пункты
В Спасском районе 24 населённых пункта.
| №  | Населённый пункт  | Тип     | Население | Муниципальное образование      |
| -- | ----------------- | ------- | --------- | ------------------------------ |
| 1  | Абашево           | село    | ↘374      | Абашевский сельсовет           |
| 2  | Ахлебинино        | село    | ↘108      | Веденяпинский сельсовет        |
| 3  | Баранчеевка       | село    | ↘127      | Рузановский сельсовет          |
| 4  | Белоозёрка        | деревня | ↘43       | Татарско-Шелдаисский сельсовет |
| 5  | Веденяпино        | село    | ↘232      | Веденяпинский сельсовет        |
| 6  | Дерябкино         | село    | ↘247      | Беднодемьяновский сельсовет    |
| 7  | Дубровки          | село    | ↘841      | Дубровский сельсовет           |
| 8  | Ермолаевка        | деревня | 0         | Дубровский сельсовет           |
| 9  | Зубово            | село    | ↘148      | Зубовский сельсовет            |
| 10 | Кошелевка         | село    | ↘452      | Кошелевский сельсовет          |
| 11 | Красный Восток    | посёлок | 52        | Дубровский сельсовет           |
| 12 | Липлейка          | село    | ↗657      | Беднодемьяновский сельсовет    |
| 13 | Липяги            | село    | ↘205      | Кошелевский сельсовет          |
| 14 | Монастырское      | село    | ↘199      | Веденяпинский сельсовет        |
| 15 | Новозубово        | село    | ↘509      | Зубовский сельсовет            |
| 16 | Рузаново          | село    | ↘168      | Рузановский сельсовет          |
| 17 | Русский Пимбур    | село    | ↘98       | Татарско-Шелдаисский сельсовет |
| 18 | Русский Шелдаис   | село    | ↘243      | Татарско-Шелдаисский сельсовет |
| 19 | Свищево           | село    | ↘54       | Абашевский сельсовет           |
| 20 | Сияново           | деревня | 7         | Веденяпинский сельсовет        |
| 21 | Спасск            | город   | ↘6936     | город Спасск                   |
| 22 | Татарский Шелдаис | село    | ↘88       | Татарско-Шелдаисский сельсовет |
| 23 | Устье             | село    | ↘300      | Устьинский сельсовет           |
| 24 | Цепаево           | село    | ↘145      | Дубровский сельсовет           |

Упразднённые населённые пункты:
- 2001 год — деревня Ишкино и поселок Ишеевка[24]
- 2009 год — деревня Вичутка.
- 2015 год — деревня Чиуш-Каменка[25].

## Транспорт
С Пензой район соединяет федеральная трасса М5 «Урал». Ближайшая железнодорожная станция — Зубова Поляна.

## Известные уроженцы
- Агапова, Прасковья Петровна (1917-2000) — бригадир совхоза «Беднодемьяновский»; Герой Социалистического Труда.
- Аляпкин, Иван Матвеевич (1921-1951) — советский солдат. Герой Советского Союза.
- Беглов, Пётр Васильевич (1923-2010) — организатор и руководитель строительных организаций, почетный гражданин города Спасска Пензенской области.
- Гуляков, Александр Дмитриевич (род. 1956 г.) — ректор Пензенского государственного университета, почетный гражданин Пензенской области.
- Коробков, Фёдор Григорьевич (1898—1942) — советский военный деятель, генерал-майор авиации. Герой Советского Союза.
- Куликова, Мария Дмитриевна (1932-2005) — доярка совхоза «Липлейский»; Герой Социалистического Труда.
- Карабанов, Степан Тимофеевич (1905-1978) - командир отделения 140-го отдельного сапёрного батальона. Полный кавалер ордена Славы.
- Шишков, Виктор Фёдорович (1924-1999) — советский военный деятель. Герой Советского Союза.